# Birendra Lakra
Birendra Lakra (3 de fevereiro de 1990) é um jogador de hóquei sobre a grama indiano.

## Carreira
No leilão da temporada inaugural da Hockey India League, Lakra foi comprado pela franquia Ranchi por US$ 41.000. Ele integrou a Seleção Indiana de Hóquei sobre a grama masculino nos Jogos Olímpicos de Verão de 2020 em Tóquio, quando conquistou a medalha de bronze após derrotar a equipe alemã por 5–4.